# Staudenhof (Potsdam)

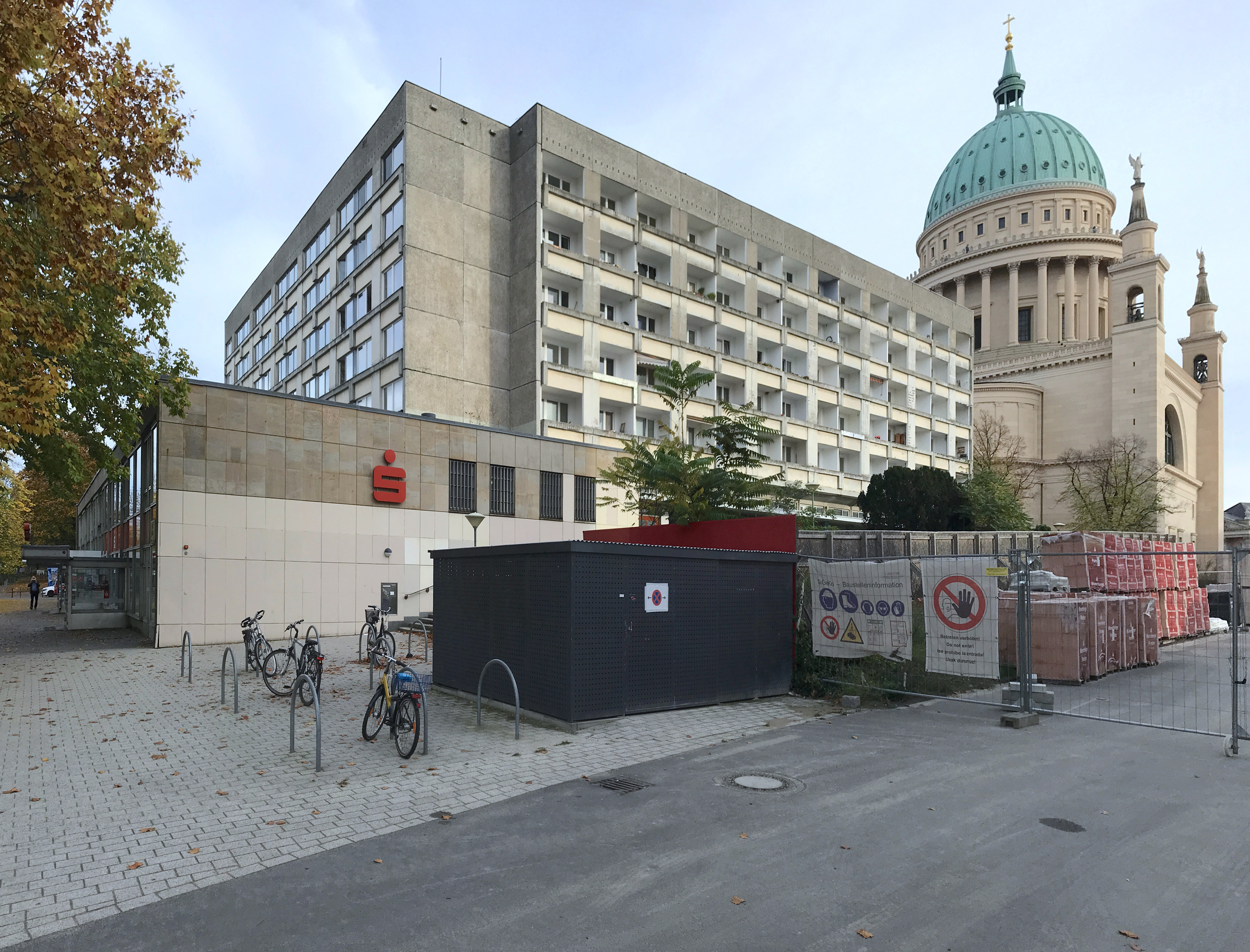
Staudenhof im Oktober 2022, im Hintergrund die Nikolaikirche

Der Name Staudenhof bezeichnet heute hauptsächlich einen ehemaligen Gebäudekomplex, der bis 2019 Teil der – heute nicht mehr erhaltenen – Grünanlage Staudenhof in Potsdam war und 2024/2025 abgerissen wurde.

## Lage

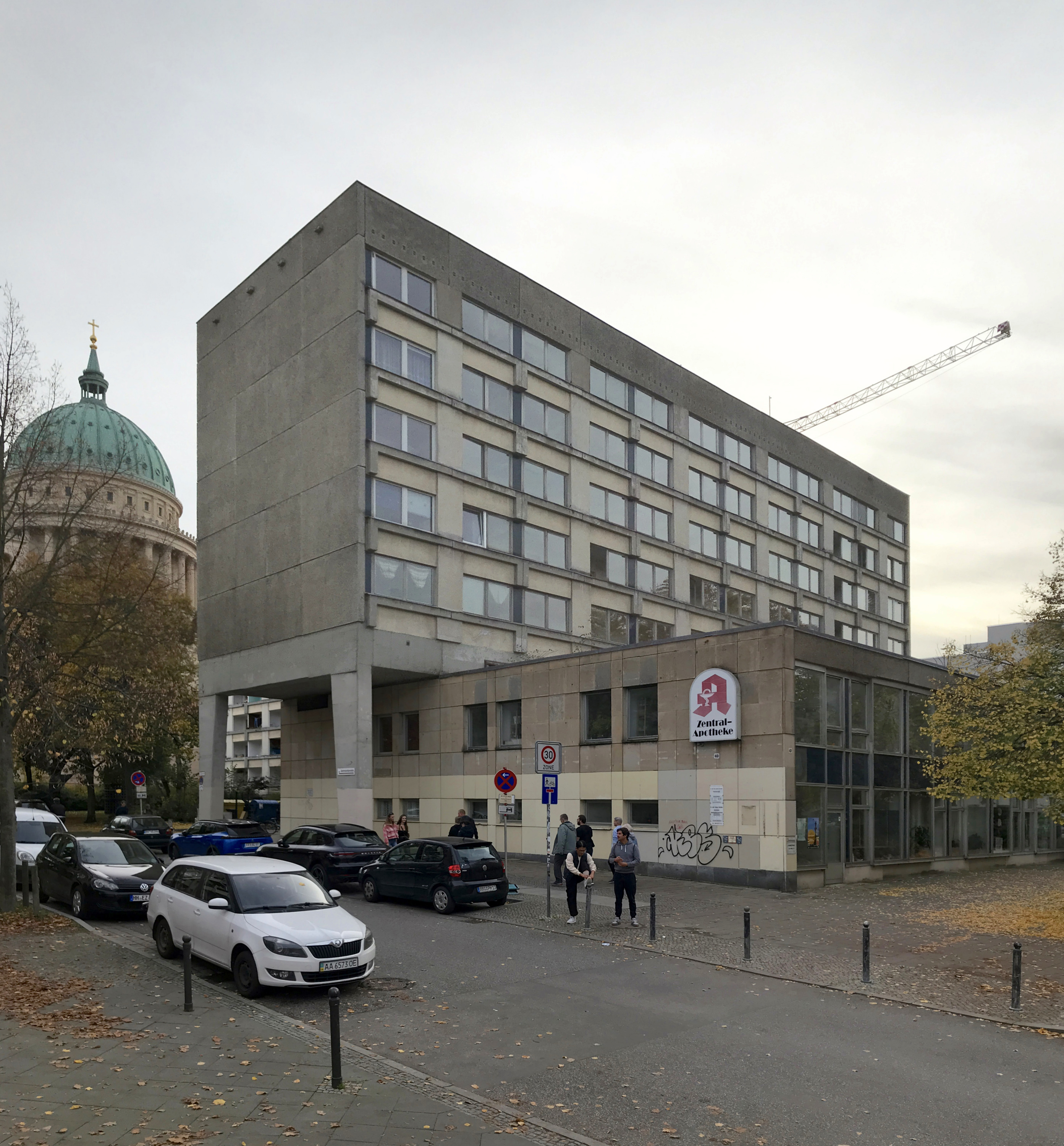
Nordöstliche Ecke des Staudenhofs, Oktober 2022

Der Gebäudekomplex Staudenhof lag unmittelbar nördlich im Anschluss an die Nikolaikirche. Das heutige Grundstück des Staudenhofs wird begrenzt durch die Straßen Am Alten Markt (östlich) und Am Kanal (nördlich). Bis 2019 bestand die Grünanlage, die eigentlich den Namen Staudenhof trug, zwischen dem Gebäude der Stadt- und Landesbibliothek Potsdam und dem Haus, das heute als Staudenhof bezeichnet wird; sie existiert heute nicht mehr. Nur noch der heutige Name des Gebäudekomplexes erinnert an die Grünanlage Staudenhof. Diese Gartenanlage war ein Entwurf der Landschaftsarchitektin Hiltrud Berndt.

## Planung und Bau
Der Entwurf stammt von den Architekten Hartwig Ebert, Fritz Neuendorf und Peter Mylo. Ausgeführt wurde der Bau 1971–1972 vom VEB Wohnungsbaukombinat Potsdam.

## Baubeschreibung

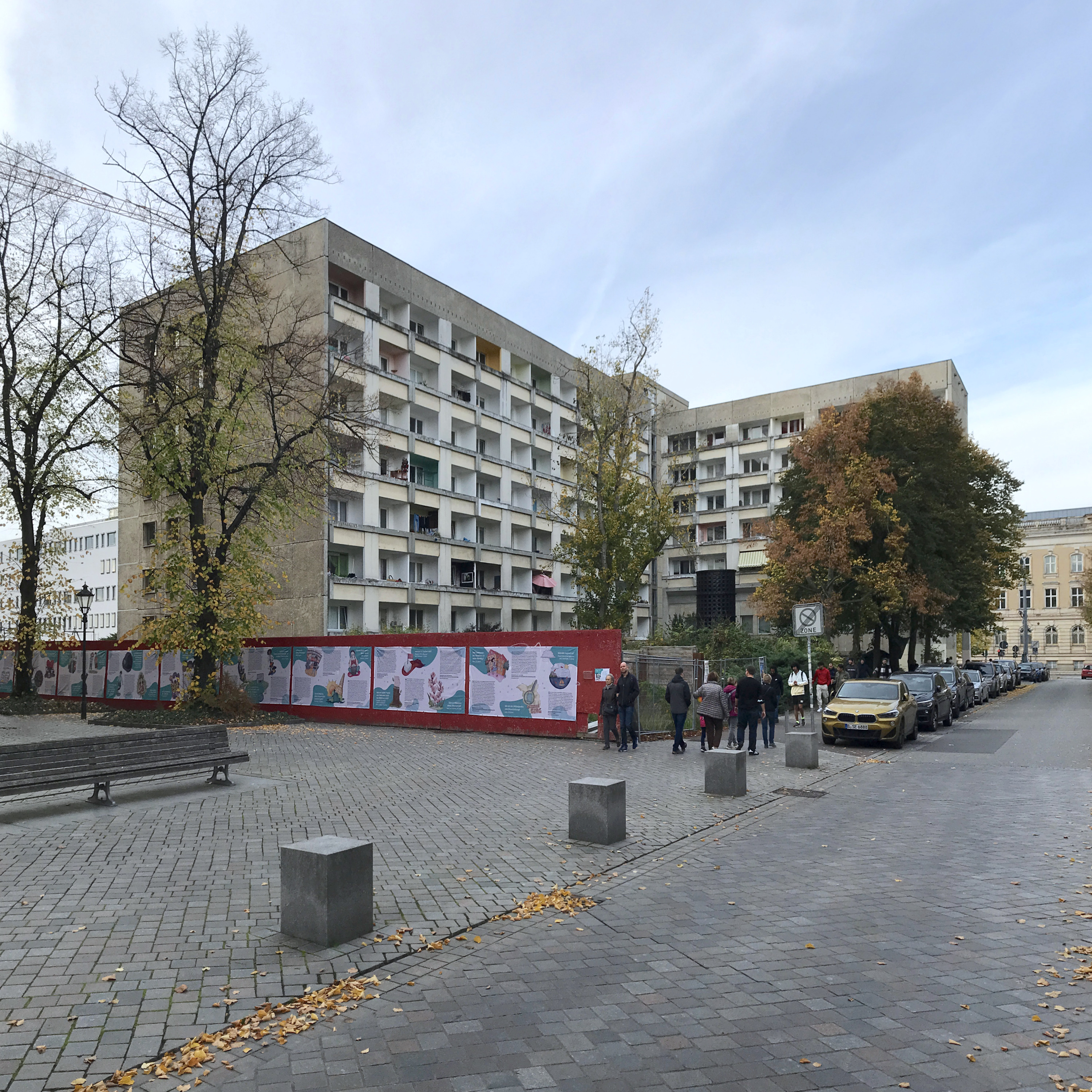
Blick von Südosten auf die Hofseite des Staufdenhofs

Die Grundfläche des Gebäudes ist L-förmig, der kürzere Gebäudeflügel verläuft parallel zur Straße Am Kanal, der längere Flügel steht mit der Giebelseite zur Nikolaikirche. Eine Besonderheit des Gebäudes ist der flachere Gebäudeteil entlang der Straße Am Kanal, der eine Apotheke und eine Sparkasse beherbergt. Die nordöstliche Gebäudeecke ist so gestaltet, dass die Wohnhauszeile über den Flachbau hinausragt. Zwei massive Stahlbetonstützen sind unter die Ecken der Wohnhauszeile gestellt. Es handelt sich um einen Stahlbetonbau, der hauptsächlich aus vorgefertigten Teilen besteht. Die Giebelseiten sind in Großtafelbauweise errichtet, die Plattenbau-Konstruktion zeichnet sich am Fugenbild der Giebelseiten deutlich ab. Die Fassade des vorgelagerten Flachbaus ist fast vollständig verglast, kräftige Aluminiumprofile halten die großen Glasscheiben. Alle Fassaden außer der Nordseite haben große Balkone bzw. Loggien.

## Abriss
Das Gebäude besaß Bestandsschutz, doch dieser endete im Jahr 2022. Seit 2012 wurde über Abriss oder Erhalt des Staudenhofs diskutiert. Das Argument gegen eine Sanierung war die potenzielle Unwirtschaftlichkeit. Laut der Stadtverordneten Anja Günther (Die Linke) waren die tatsächlichen Kosten des Abrisses nicht konkret benennbar. Ein weiteres Argument für den Erhalt war die bereits in dem Haus verbaute Graue Energie, respektive die bereits dafür verbrauchten Ressourcen (Frank Schönert).
Die Bewohner des Staudenhofs traten aktiv für den Erhalt des Gebäudes ein, es hatte sich eine Initiative zum Erhalt formiert. Dank dieser Initiative wurde erreicht, dass die Abrissplanung für den Staudenhof vorerst verschoben wurde. Der Erhalt des Gebäudes blieb bis Juni 2023 gesichert. Zu dem Bündnis, das zum Erhalt aufrief, gehörte unter anderem der mit dem Pritzker-Preis ausgezeichnete Architekt Jean-Philippe Vassal. Weitere Bündnismitglieder waren Daniel Fuhrhop, Leon Lenk, Frank Schönert, Anita Tack sowie die Gruppe Architects for Future Deutschland.
Am 5. Dezember 2023 zog der letzte Bewohner überraschend aus dem Gebäude aus, obwohl im Februar 2024 noch über die Berufung gegen die Räumungsklage verhandelt werden sollte. Der Abriss war am 27. November 2023 erneut von der Stadtverordnetenversammlung bestätigt worden. Nach dem Abschluss dieser Arbeiten solle das Grundstück als Logistikfläche für Bauarbeiten im Nachbarblock dienen, bevor das Projekt „Neuer Staudenhof“ umgesetzt würde. Die Abrissarbeiten begannen im Winter 2024 und dauerten bis zum Frühsommer 2025. Wegen Schadstofffunden wurden die ursprünglich erwarteten Kosten dabei deutlich überschritten. Zusätzlich zeichnet sich ab, dass das Land die bisher erhofften Fördermittel für den geplanten Neubau nicht mehr in ausreichender Höhe bereitstellt. Mit Stand Juni 2025 wurde daher in der politischen Diskussion in Frage aufgeworfen, ob die von Pro Potsdam geplanten Sozialwohnungen noch realisiert werden können.